# 安別駅

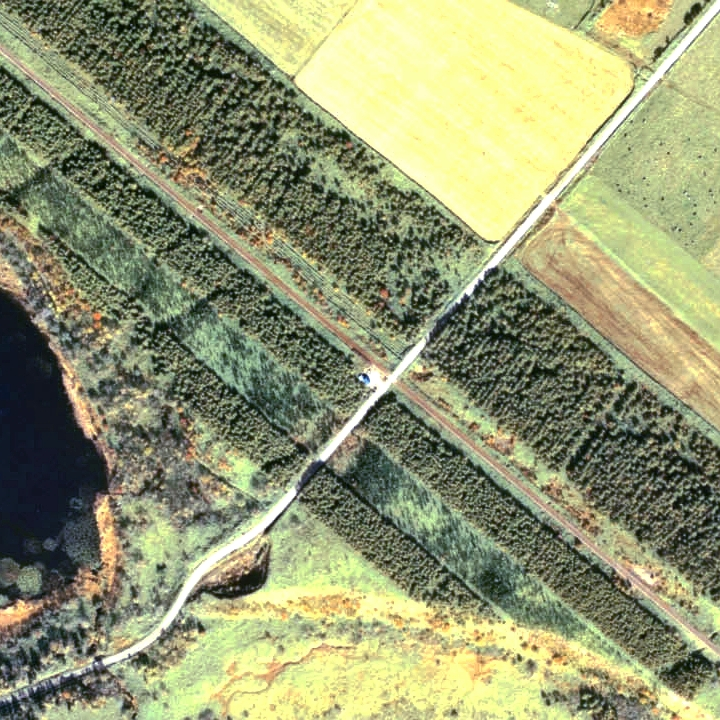
1977年の安別仮乗降場と周囲約500m範囲。左上が南稚内方面。周囲を防風雪林に覆われている。左はポン沼と呼ばれる沼、下はクッチャロ湖の小沼北岸、右上方向に酪農地帯が広がり民家が点在する。浜頓別側に踏切があり、線路の左側の黒く細長いものがホーム。青い楕円状の物が踏切近くに写っているが、ここには普通の小屋の待合室があった。

安別駅（やすべつえき）は、かつて北海道（宗谷支庁）枝幸郡浜頓別町字安別に設置されていた、北海道旅客鉄道（JR北海道）天北線の駅（廃駅）である。天北線の廃線に伴い、1989年（平成元年）5月1日に廃駅となった。

## 歴史
- 1956年（昭和31年）11月19日：日本国有鉄道（国鉄）北見線の安別仮乗降場（局設定）として開業[1]。
- 1961年（昭和36年）4月1日：路線名が天北線に改称され、それに伴い同線の仮乗降場となる。
- 1980年（昭和55年）5月19日：当仮乗降場附近の民家での失火が鉄道用地内に延焼し、当仮乗降場および周囲の防雪林（18.9 ha）が全焼、普通列車6本運休[2]。
- 1987年（昭和62年）4月1日：国鉄分割民営化により、北海道旅客鉄道（JR北海道）の駅となると共に駅に昇格、安別駅となる[1]。
- 1989年（平成元年）5月1日：天北線の全線廃止に伴い、廃駅となる[1]。

### 駅名の由来
地名より。アイヌ語で「網を使う・川」を意味する「ヤㇲペッ（yas-pet）」、あるいは「網・いつも使う・川」を意味する「ヤウㇱペッ」に由来する。

## 駅構造
廃止時点で、1面1線の単式ホームを有する地上駅であった。ホームは、線路の西側（南稚内方面に向かって左手側）に存在した。
仮乗降場に出自を持つ無人駅となっており、駅舎は存在せず、ブロック造りの待合所を有していた。

## 駅周辺
広大な牧草地、原野が広がっている。
- 北海道道710号浅茅野台地浜頓別線
- 国道238号（オホーツクライン）
- ポン沼[5] - 帆かけスキーの開催地のひとつ。
- 宗谷バス天北宗谷岬線「安別」停留所

## 駅跡

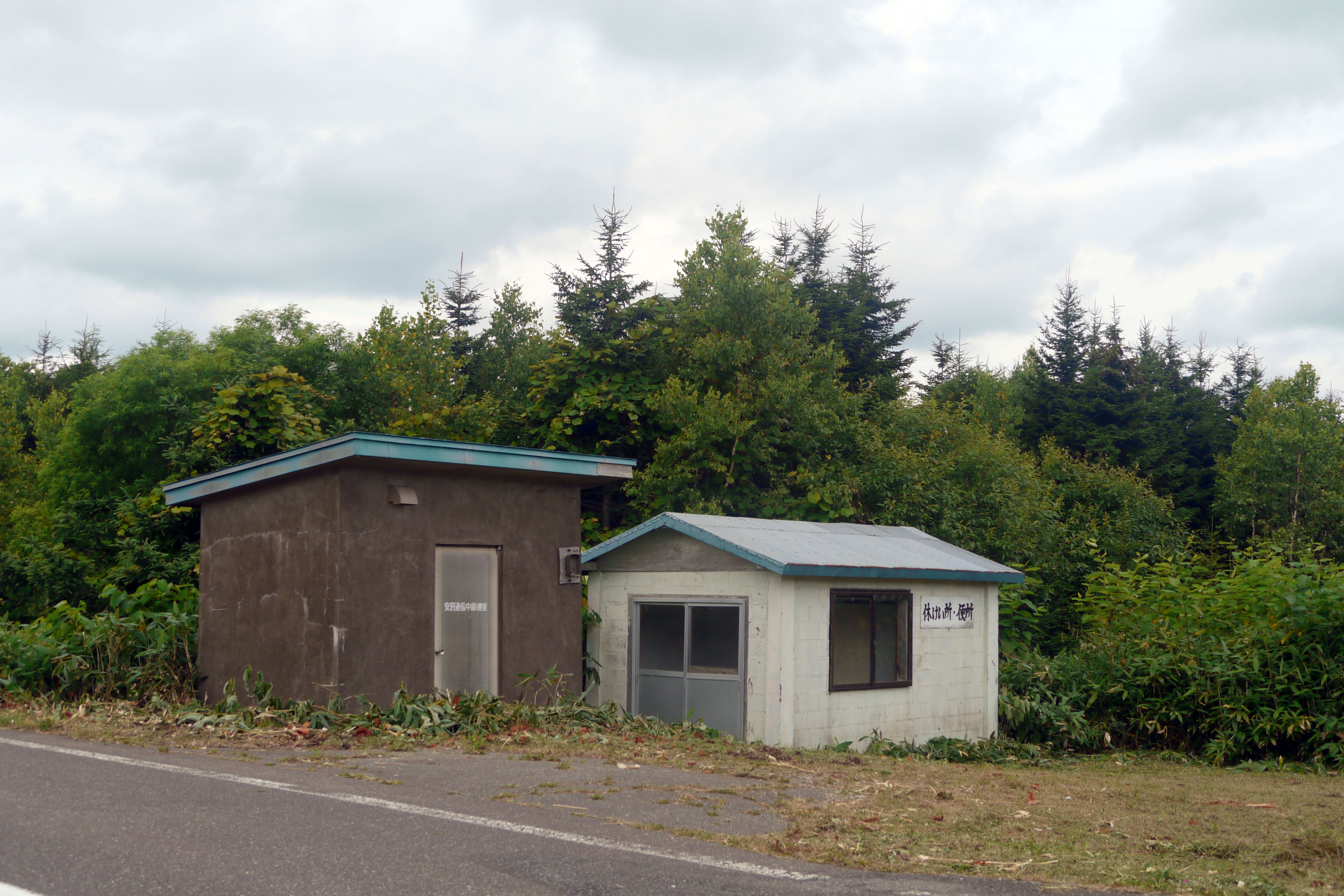
安別駅跡(2011年8月5日)

周辺の線路跡は、浜頓別駅跡から猿払駅跡までが「北オホーツクサイクリングロード」に転用されている。
2001年（平成13年）時点ではサイクリングロード沿いに待合所、通信中継室が残存し、待合所はサイクリングの休憩所に再利用されていた。2010年（平成22年）時点、2011年（平成23年）時点でも同様で、「休けい所・便所」と記載されていた。

## 隣の駅
北海道旅客鉄道
天北線
山軽駅 - 安別駅 - 飛行場前駅